# 라비니아 밀로쇼비치
라비니아 코리나 밀로쇼비치(루마니아어: Lavinia Corina Mlioşovici, 1976년 10월 21일 ~ )는 루마니아의 전직 체조 선수이다.
밀로쇼비치는 루고지에서 태어났다. 그녀의 어머니 일디코는 배구 선수였고, 그녀의 아버지 터나세는 레슬링 선수였다. 그녀는 6세때 체조를 시작했고 데바 국립 훈련 센터로 이동했다.
밀로쇼비치는 10세때 성홍열에 걸렸다. 그녀는 1991년 유럽 주니어 선수권 대회에서 2개의 금메달을 땄다.
밀로쇼비치는 1991년에 시니어 무대에 대뷔했고, 루마니아 선수권 대회 개인 종합에서 우승했다. 그녀는 1991년 세계 선수권 대회 단체 종합에서 동메달을 땄고 도마에서 금메달을 땄다. 그녀는 평균대에서 3위를 했다.
밀로쇼비치는 1992년 세계 선수권 대회 2단 평행봉에서 우승했다. 밀로쇼비치는 1992년 바르셀로나 올림픽에서 총 4개의 메달을 획득했다.
1992년 올림픽 이후, 밀로쇼비치는 대회 출전을 계속했다. 그녀는 1993년 세계 체조 선수권 대회 평균대에서 우승했고 도마에서 은메달을 획득했다. 밀로쇼비치는 1994년 세계 체조 선수권 대회 마루 운동에서 은메달을 땄고 도마에서 동메달을 땄다. 그녀는 1995년 세계 체조 선수권 대회 개인 종합에서 동메달을 땄다.
밀로쇼비치는 1996년 올림픽 개인 종합에서 동메달을 땄다.
밀로쇼비치는 1997년 여름에 공식 은퇴를 발표했다. 그녀는 은퇴한후 로이지로 돌아와서 체조 코치로 일했고 티미소아라의 스포츠 대학교에 다녔다.
1999년 10월 23일에 밀로쇼비치는 코스민 비나투와 결혼했다.
그녀는 2011년에 국제 체조 명예의 전당에 헌액되었다.